# Laminacauda tucumani
Laminacauda tucumani là một loài nhện trong họ Linyphiidae. Loài này được phát hiện ở Argentina.